# Cyrtanthus macowanii
Cyrtanthus macowanii är en amaryllisväxtart som beskrevs av John Gilbert Baker. Cyrtanthus macowanii ingår i släktet Cyrtanthus, och familjen amaryllisväxter. Inga underarter finns listade i Catalogue of Life.